# Tolón
Tolón (en francés Toulon, en occitano Tolon) es una ciudad y municipio francés del departamento de Var. La ciudad es la tercera en población de la región Provenza-Alpes-Costa Azul. Situada a 150 km al oeste de Niza y a 190 km de la frontera con Italia, se asienta a orillas del mar Mediterráneo a lo largo de la rada de Tolón. Tiene una población de 166 537 habitantes (según datos de 2007) y el área urbana constituye la décima de Francia con 564 823 habitantes.
Tolón, capital económica del departamento de Var, se beneficia de numerosas ventajas naturales al disfrutar de una situación privilegiada entre la montaña y el mar. La actividad económica se concentra en los sectores del turismo, el comercio y la administración (tanto pública como privada). Acoge el mayor puerto militar del país, la base naval de Tolón –que aún cumple su función de arsenal– y cuenta asimismo con un aeropuerto que transporta a más de 620 000 pasajeros al año.
El puerto comercial es el de mayor tránsito a Córcega, cubriendo aproximadamente el 65% de desplazamientos hacia la isla, lo que se debe en gran parte a la creación de la compañía marítima Corsica Ferries en 2001.
La ciudad también alberga una universidad e instituciones de enseñanza superior tan importantes como el ISEN Toulon (Instituto Superior de Electrónica Digital) o el Supméca Toulon (Instituto Superior de Mecánica de París). Además, acoge un conservatorio, numerosos museos y salas de conciertos, un gran teatro y una ópera que se encuentra entre las más famosas de Francia, después de la Ópera Garnier y de la Ópera de la Bastilla.

## Geografía

### Situación

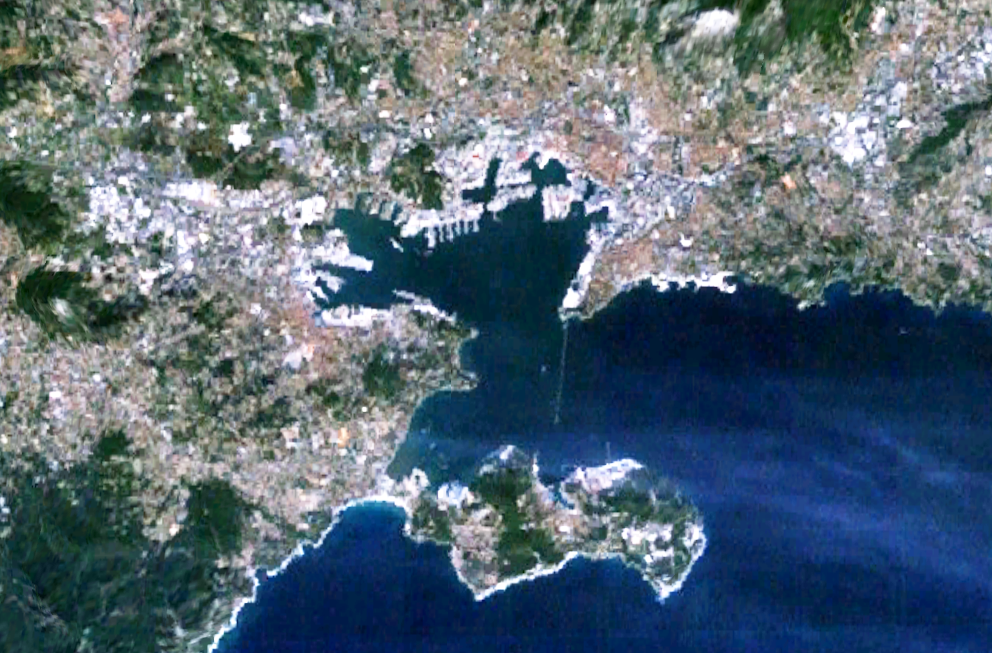
Imagen de satélite de la rada de Tolón

La ciudad de Tolón está situada en la parte sur de Francia, al sudoeste del departamento de Var en el litoral mediterráneo, a medio camino entre Marsella, al oeste, y Saint-Tropez, al este. Se la considera la ciudad más occidental de la Costa Azul.

### La rada
La rada de Tolón está cerrada al mar por la península de Giens al este y por la de Saint-Mandrier al sur, que retienen la subida de la marea. Se divide en rada grande (o rada de los Vignettes, al este) y rada pequeña, al oeste, que está unida a Tolón, a La Seyne-sur-Mer y a Saint-Mandrier-sur-Mer.
Las dos radas están separadas por un dique diseñado en el siglo XIX y construido por presidiarios. A lo largo de este espacio se encuentran el arsenal y puerto de Tolón, la base de submarinismo de la escuela de náutica de la Saint-Mandrier-sur-Mer y la base científica del IFREMIER (Instituto francés de investigación y explotación del mar) de La Seyne-sur-Mer. Es aquí también donde estuvo emplazado el popular balneario del siglo XIX de Tamaris, proyectado por Michel Pacha y frecuentado por George Sand y Frédéric Chopin, entre otros, así como el lugar donde comenzaron su carrera los tres pioneros franceses del submarinismo: Philippe Tailliez, Jacques-Yves Cousteau y Frédéric Dumas.

### Clima

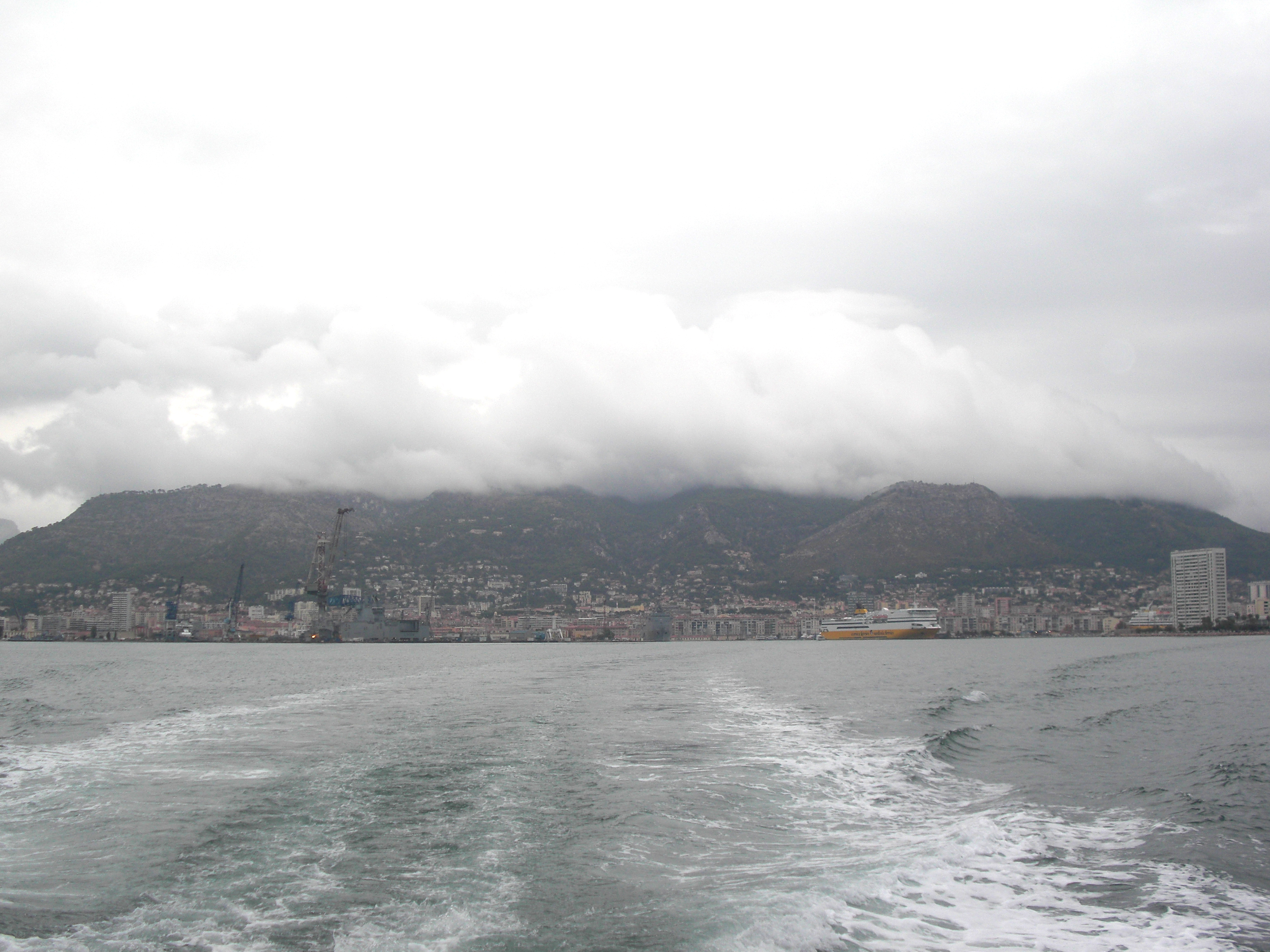
Tolón y el Faron bajo la lluvia.

El clima de Tolón es de tipo mediterráneo, se caracteriza por la abundancia de sol, por veranos muy secos con lluvias infrecuentes y temperaturas altas; suaves en invierno, debido a su proximidad al mar. La temperatura media en enero, el mes más frío, es de 9,3 °C (la más alta de Francia), con temperaturas medias máximas de 12,7 °C y mínimas de 5,8 °C ; la media de julio, el mes más caluroso, es de 23,9 °C, con máximas de 29,1 °C y mínimas de 18,8 °C.[cita requerida]

## Historia

### Prehistoria e Historia Antigua
Antes de la colonización romana, Telo Martius (del latín tolus: pie de la colina, y Martius: dios latino de la guerra, Arès para los griegos) era un refugio para los navíos griegos que pasaban entre Massalia y Olbia, y una explotación pesquera de Murex, grandes caracoles de mar que servían para teñir togas. Los ligures, los celtas y los griegos comerciaban con ellos. Más tarde comenzaron a enfrentarse hasta que estos últimos apelaron a Roma, quien después de varias campañas contra los celto-ligures, anexionó la región (llamada desde entonces, año 120 a. C., Provincia).
Dominando en su territorio, Telo Martius se convirtió en una de las dos tintorerías imperiales de púrpura, (colorante natural de color rojo), gracias a la explotación de Murex y cochinillas de roble.

### Edad Media
Telo, Tholon, Tolon, Touloun, lugar escala de los barcos comerciales, se dedicaba a proteger este emplazamiento excepcional, frecuentemente saqueado por piratas y sarracenos. Durante los periodos de escasez, constituía la base de las expediciones marítimas de pillaje hacia el este o el sur del Mediterráneo occidental. Después de la anexión de la Provenza a Francia (bajo el reinado de Carlos VIII), Tolón se convierte en un emplazamiento de construcción naval, y su rada se utiliza para dar refugio a las flotas militares.

### Antiguo Régimen y Revolución

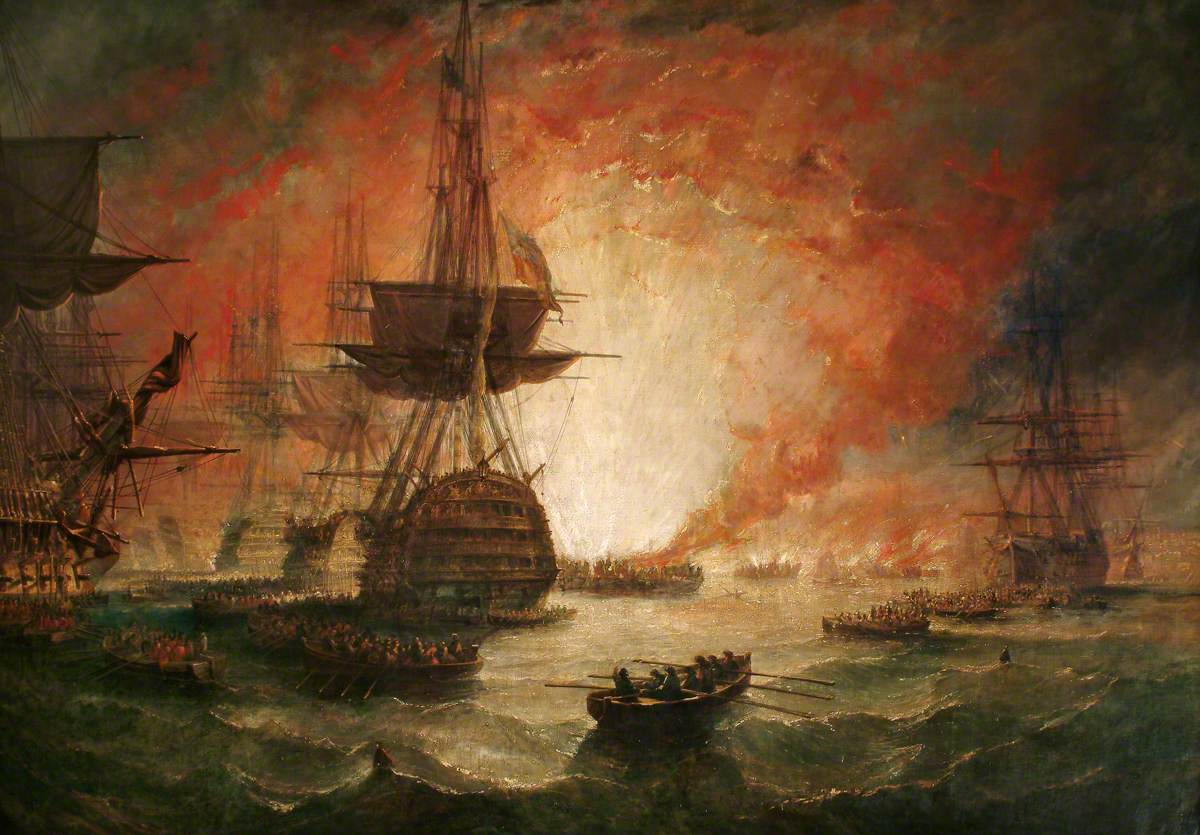
Sitio de Tolón (1793)

Vauban fortifica la ciudad de Tolón. Se construyó una cárcel; los condenados dormían sobre viejos barcos y trabajaban la tierra durante el día (no todos estaban encadenados) y otros, sometidos a penas más severas, eran enviados como remeros a las galeras reales, destino de mortalidad muy elevada. Al cumplir las penas, muchos de ellos se quedaban en la región. En 1707 Víctor Amadeo II realiza el frustrado sitio de Tolón: la noche del 22 al 23 de agosto, los saboyanos se repliegan hacia Niza. Tolón era el lugar de salida y llegada de la mayoría de las expediciones militares y coloniales francesas hacia África durante el Antiguo Régimen y en el siglo XIX: por ejemplo, la expedición de Egipto, dirigida por Napoleón Bonaparte, partió de Tolón el 19 de mayo de 1798. Bonaparte ganó sus galones de general de brigada el 22 de diciembre de 1793 después del sitio de Tolón y la reconquista con armas revolucionarias. Los habitantes pertenecientes a la facción monárquica abrieron la ciudad a los ingleses, rebautizada por la Convención Nacional que, por el decreto del 24 de diciembre de 1793 estipulaba: “El nombre infame de Tolón se suprime. Este municipio pasará a llamarse, a partir de ahora, Port-la-Montagne”.

### Edad Contemporánea
Durante el siglo XIX, Tolón acoge mucha inmigración italiana, así como numerosos corsos, debido al desarrollo industrial y naval. Las permutas de la Marina Nacional con el Arsenal de Brest crean una comunidad bretona.

#### Segunda Guerra Mundial

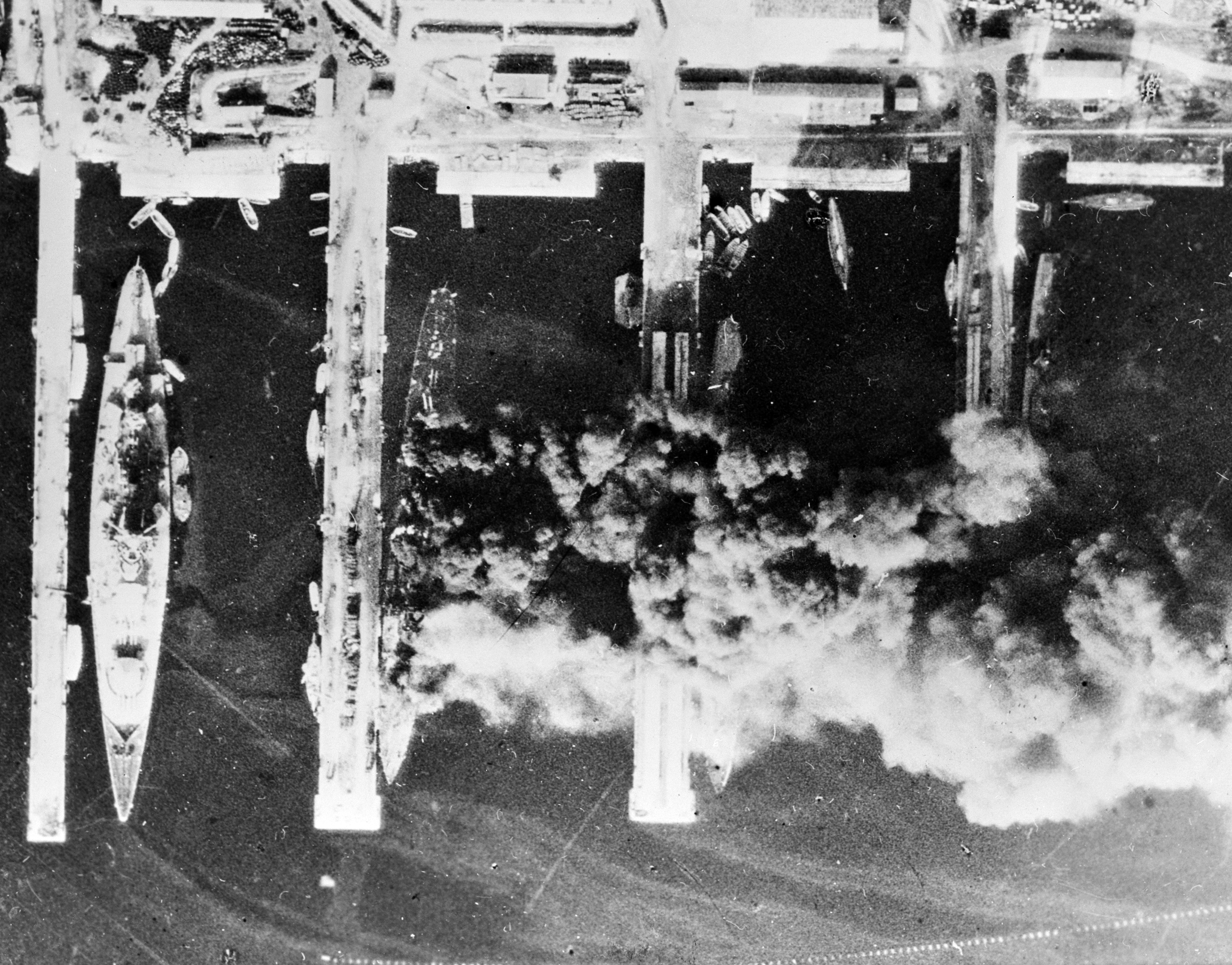
Hundimiento de la flota francesa en Tolón en 1942.

Puesta a prueba de forma severa durante la Segunda Guerra Mundial durante la Operación Anton (barreno de la flota el 27 de noviembre de 1942, víspera de la ocupación alemana y los bombardeos estadounidenses el 24 de noviembre de 1943) Tolón es liberada el 23 de agosto de 1944 por el 7.º ejército estadounidense del general Alex Match, compuesto por el 6.º cuerpo estadounidense y el ejército B francés, comandado por el general Jean de Lattre de Tassigny.

#### De 1945 a la actualidad
Después de la guerra, el puerto, arrasado, necesita ser reconstruido, al igual que muchos otros edificios. Además, hacia el final de la Guerra de Argelia, la afluencia de pieds-noirs expulsados de sus hogares urge la construcción rápida de viviendas nuevas. Alrededor del casco antiguo, un tanto deteriorado, se alzan nuevos barrios de viviendas sociales. Después de la Segunda Guerra Mundial, “Pequeño Chicago” fue el apodo de un barrio de mala fama situado en la zona baja del casco antiguo, a la salida del arsenal. Fueron los pescadores quienes pusieron el apodo, algo que contribuyó a asentar la mala reputación de la ciudad en los años 1950.
A partir de los años 1970, Tolón sufre un fuerte retroceso económico y social y debe hacer frente a diversos problemas. Una tasa elevada de desempleo, el desarrollo de la delincuencia en el centro de la ciudad que estaba en pleno deterioro, la saturación del tráfico por carretera relacionado con el pésimo servicio de transportes y la especulación en la ciudad, particularmente bajo el mandato del alcalde Maurice Arreckx, contribuyeron a la victoria del Frente Nacional en las elecciones de 1995, que gobernó hasta 2001. En el siglo XXI, Tolón busca el mejorar su imagen y potenciar su importancia regional mediante una revalorización de su casco antiguo, una mejora en las infraestructuras de comunicación y un desarrollo económico.

### Heráldica

Escudo de Tolón.

Bandera de Tolón.

Las grandes armas de Tolón (a la derecha):
De azur a la cruz de oro; adornos exteriores: el escudo sellado por una corona mural dorada y almenada por cinco torres, es sostenido por dos ramas: de roble a la derecha y laurel a la izquierda, cruzadas en el extremo inferior. Entrelazándolas se encuentra una banda azul que porta en letras doradas el lema: "concordia parva crescunt" ("mediante la concordia, las cosas pequeñas crecen"). Además de la Cruz de Guerra francesa de 1939-1945, suspendida en el extremo donde se cruzan las ramas.

## Demografía
| 19 000                           | 22 000 | 28 170 | 30 798 | 45 449 | 35 322 | 62 941 | 69 474 | 83 705 | 84 601 | 77 126 | 74 800 | 70 509 | 70 103 | 70 122 | 77 747 | 95 276 | 101 602 | 103 549 | 104 582 | 106 331 | 115 120 | 133 263 | 150 310 | 125 742 | 141 117 | 161 786 | 174 746 | 181 801 | 179 423 | 167 619 | 160 639 | 167 816 |
| (Fuente: INSEE-fr, otra fuentes) |        |        |        |        |        |        |        |        |        |        |        |        |        |        |        |        |         |         |         |         |         |         |         |         |         |         |         |         |         |         |         |         |

## Economía

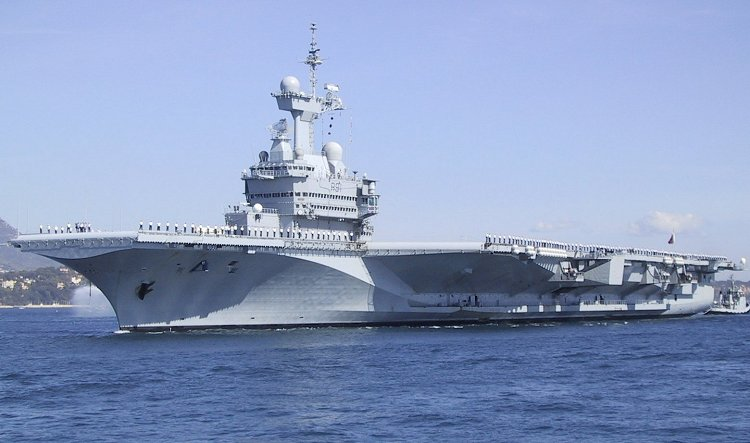
El portaaviones Charles de Gaulle en la rada de Tolón.

Al igual que otras ciudades del sur de Francia, a Tolón le afectó poco la Revolución industrial. Su desarrollo económico se vio propiciado principalmente por el turismo, el comercio y las actividades relacionadas con la construcción. Tras la Segunda Guerra Mundial, las actividades administrativas se desarrollaron ampliamente. Hoy, desempeñan un papel importante en la economía de la ciudad. No obstante, la ciudad sigue dependiendo de la actividad militar existente desde principios del siglo XVI. En 2008, existían más de 23 000 empleos dependientes del ejército, convirtiendo a Tolón en la primera base naval de Europa.

### Sector primario
Hoy en día, el territorio tolonés, situado entre el mar Mediterráneo y la falda del Mont Faron, dispone de poca superficie para la práctica de cultivo. No obstante, aún subsiste una pequeña parcela de tierra de 3 ha en el barrio de Cap Brun que permite a la viticultura subsistir en un medio urbano, similar al de Montmartre en París. En todo Tolón, y más concretamente en la rada de Tolón, frente al municipio de Saint-Mandrier, sigue desarrollándose la acuicultura.

### Sector secundario
Tolón dispone de una incineradora de basuras, la Incineradora de Lagoubran, situada en el acceso oeste de la ciudad. El sindicato intermunicipal encargado del transporte y tratamiento de las basuras domésticas del área de Tolón, que incluye esta ciudad y otras 25 del área urbana tolonesa, lo gestiona desde 1979.

### Sector servicios

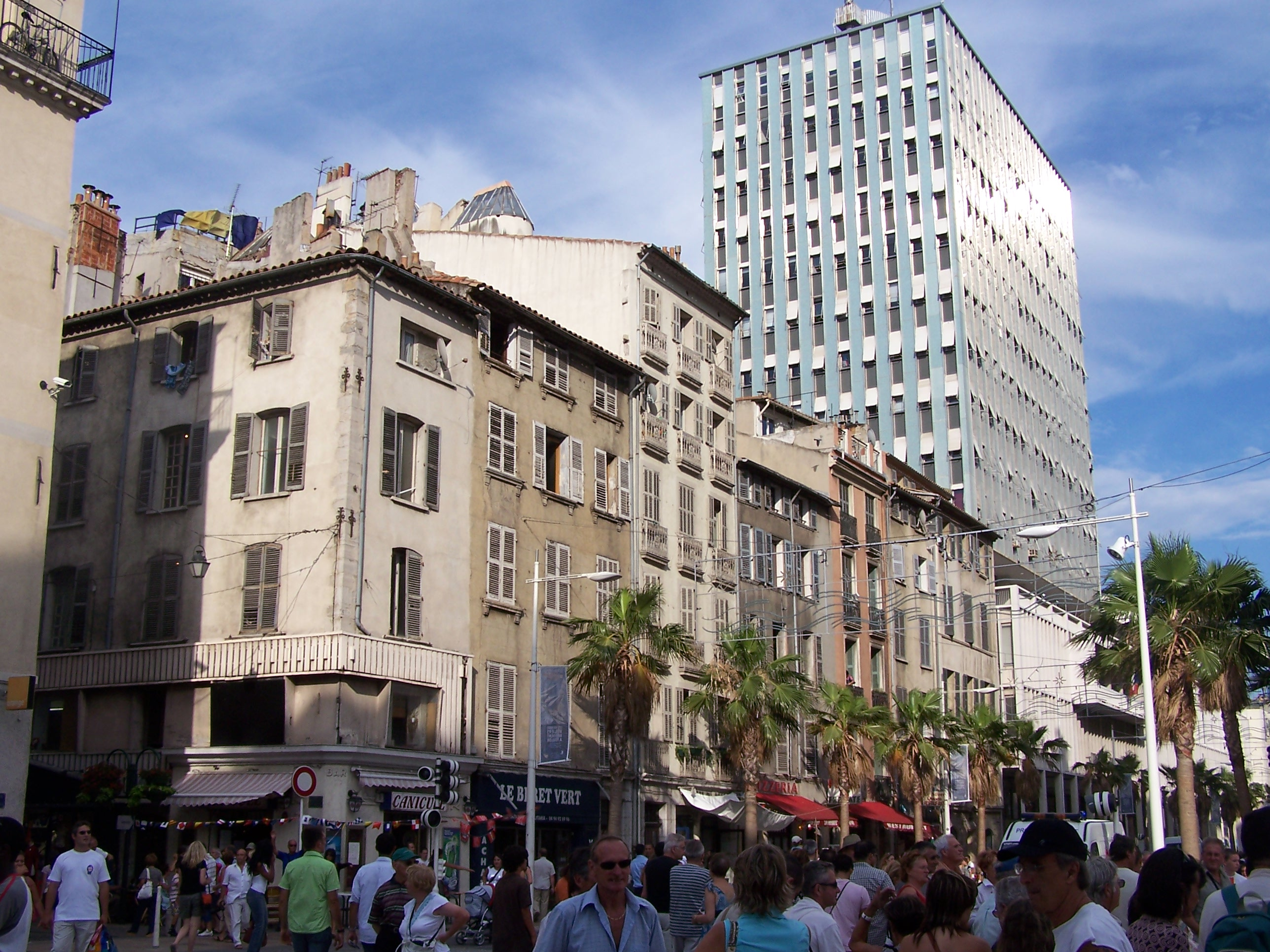
Ayuntamiento de Tolón

La ciudad de Tolón experimenta una terciarización creciente de su economía con la proliferación del sector servicios. En Tolón se encuentra la sede de la Cámara de Comercio y de Industria de Var. Ésta gestiona el aeropuerto de Toulon-Hyères, el puerto comercial de Tolón, el puerto deportivo de Tolón y los puertos de Giens-Porquerolles. El 24 de abril de 1990, el alcalde Maurice Arreckx inauguró el que hoy es uno de los principales motores del comercio en el centro de la ciudad de Tolón, el Centro Comercial Mayol, que reúne a un conjunto de marcas nacionales y europeas. La ciudad cuenta con tres zonas de actividad económica en sus aproximadamente 20 hectáreas de superficie: Sainte Musse, Malbousquet y Général Pruneau.

#### Turismo

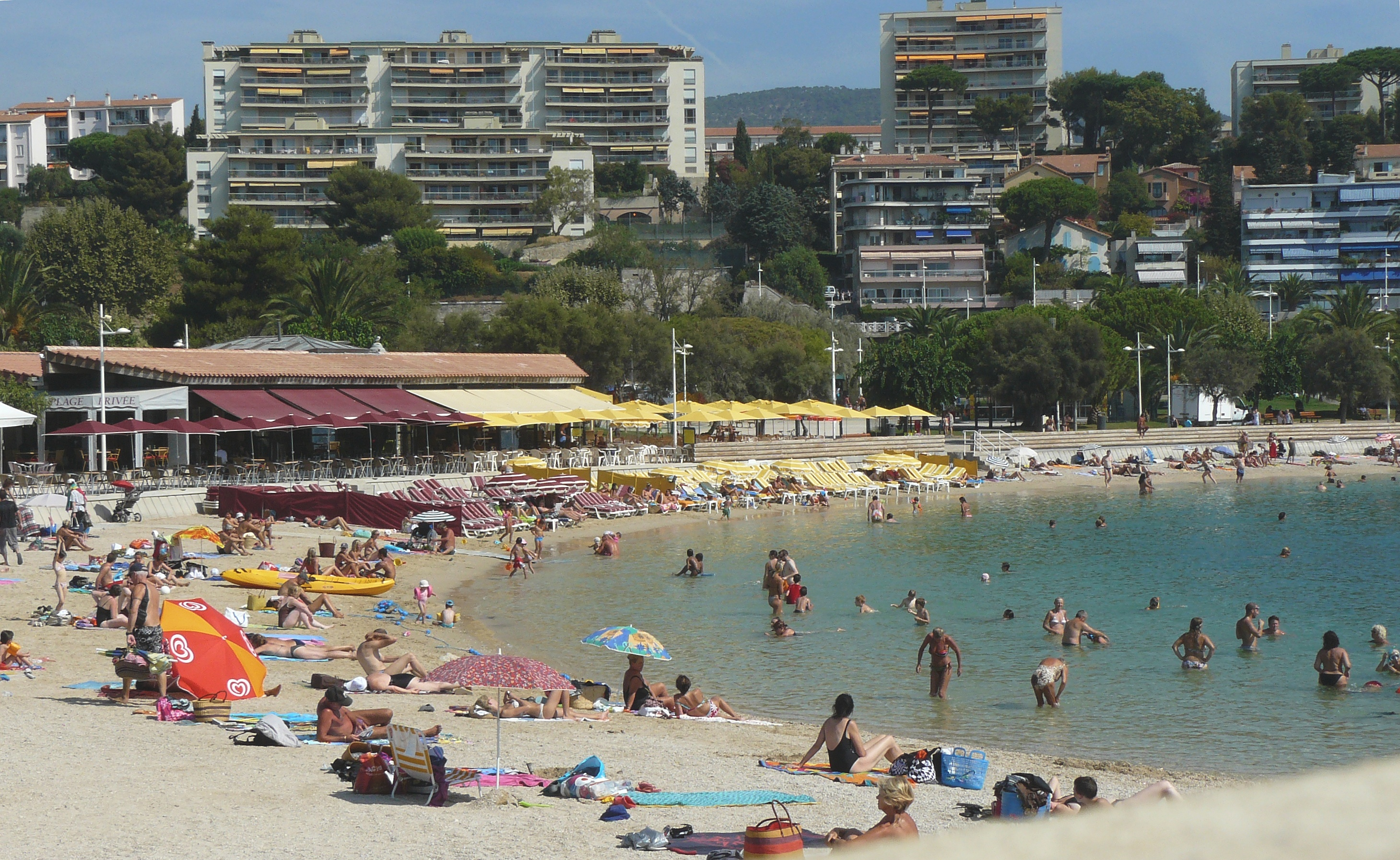
Playa de Mourillon

Hasta hace poco tiempo, el primer puerto militar de Francia no era considerado un destino turístico, sino una ciudad de paso para los turistas provenientes de Marsella y de Aix que se dirigían a Italia. Efectivamente, la mayor parte de la rada de Tolón estaba ocupada, y lo sigue estando, por el puerto militar. No obstante, Tolón, encajada entre una magnífica rada y las colinas de los alrededores, desde las que se puede disfrutar de una vista excepcional, comienza a atraer a numerosos visitantes. Desde 1834, la ciudad acoge a numerosos artistas como Joseph Méry, que quedó prendado de ella. En la segunda mitad del siglo XIX, Tolón cambia de cara y su actividad turística también. Efectivamente, la ampliación de Tolón, sellada por el decreto de 1852, la llegada del ferrocarril con la conclusión de la construcción de la estación de Tolón en 1859 y la creación de una nueva ciudad llamada «Haute Ville» confieren una nueva dimensión a Tolón. Hoy y desde hace casi un siglo, la capital de Var evoluciona muy alejada de Cannes y de Marsella, a pesar de una imagen que ha mejorado sensiblemente. La ciudad sigue sin identificarse como ciudad turística, a pesar de la renovación de los edificios de la Basse Ville, de la renovación del parque hotelero existente y de la acogida de cruceros durante todo el año (la ciudad acogió a 70 000 viajeros para 63 escalas en 2008, frente a 51 en 2007). A pesar de que la prestigiosa calificación de villa balnearia turística de Tolón aún no es demasiado conocida, posee playas agradables y con sombra a poca distancia del centro de la ciudad, fácilmente accesibles en autobús, como las cuatro ensenadas artificiales constituidas a base de arena y de diques en el barrio del Mourillon, con restaurantes, tumbonas de alquiler o juegos infantiles; y más al este, una escuela de vela. Otras playas, como la de Sablettes o de Saint-Mandrier, son accesibles directamente en barcos de transporte público. En 2009, la ciudad se vio recompensada por primera vez por la calidad de sus aguas de baño, obteniendo la Bandera Azul.